# Willman 1
Willman 1 – ultra-słaba karłowata galaktyka sferoidalna albo gromada kulista znajdująca się w gwiazdozbiorze Wielkiej Niedźwiedzicy. Obiekt ten znajduje się w odległości około 120 tys. lat świetlnych od Słońca i jako galaktyka jest członkiem Grupy Lokalnej oraz satelitą Drogi Mlecznej lub jako gromada kulista należy do galaktycznego halo. Willman 1 została odkryta w 2004 roku przez zespół astronomów kierowany przez Beth Willman w programie Sloan Digital Sky Survey.
Willman 1 znajduje się na samym skraju naszej Galaktyki. Ponieważ jest około 200 razy słabsza niż wcześniej poznane galaktyki karłowate, może być albo najsłabiej świecącą odkrytą galaktyką, albo jedną z najbardziej niezwykłych odkrytych dotąd gromad kulistych. Jeśli obiekt ten nie jest galaktyką, to może okazać się przedstawicielem nieznanego typu gromad kulistych. Znane są tylko trzy ciemniejsze niż Willman 1 gromady kuliste, lecz są one bardziej zwarte. Do 2011 roku poznano tylko dwie ciemniejsze galaktyki karłowate: Segue 1 i Segue 2. Dalsze obserwacje i badania tego obiektu mogą dostarczyć informacji, w jaki sposób powstaje galaktyczne halo.